# Iglesia de Cariquima
La iglesia de Cariquima es un templo católico ubicado en la localidad de Cariquima, comuna de Colchane, Región de Tarapacá, Chile. Fue declarada monumento nacional de Chile, en la categoría de monumento histórico, mediante el Decreto Exento n.º 18, del 11 de enero de 2006.

## Descripción
Los muros son de piedras asentadas en barro, y cuenta con una techumbre a dos aguas de madera con cubierta de paja brava. La torre se encuentra exenta, construida en piedra y tiene tres pisos. El muro perimetral es de adobe revestido con barro.
La fachada cuenta con contrafuertes de piedra labrada, y la portada de acceso de la iglesia es de piedra tallada policromada. Al interior se encuentra un retablo de adobe y piedra decorado con motivos florales.